# Gli anni Video LP
Gli anni Video LP è una raccolta VHS dei videoclip del gruppo musicale italiano 883, pubblicata nel 1998.

## Tracce
1. Trailer di Jolly Blu
2. Io ci sarò
3. Nord sud ovest est
4. Tieni il tempo
5. Senza averti qui
6. Una canzone d'amore
7. Se tornerai
8. Il grande incubo
9. Hanno ucciso l'Uomo Ragno
10. Nella notte
11. Come mai
12. Rotta x casa di dio
13. Sei un mito
14. Fattore s
15. La radio a 1000 watt
16. Non 6 Bob Dylan
17. Ti sento vivere
18. Nessun rimpianto
19. La regola dell'amico
20. Gli anni